# Szemiramisz

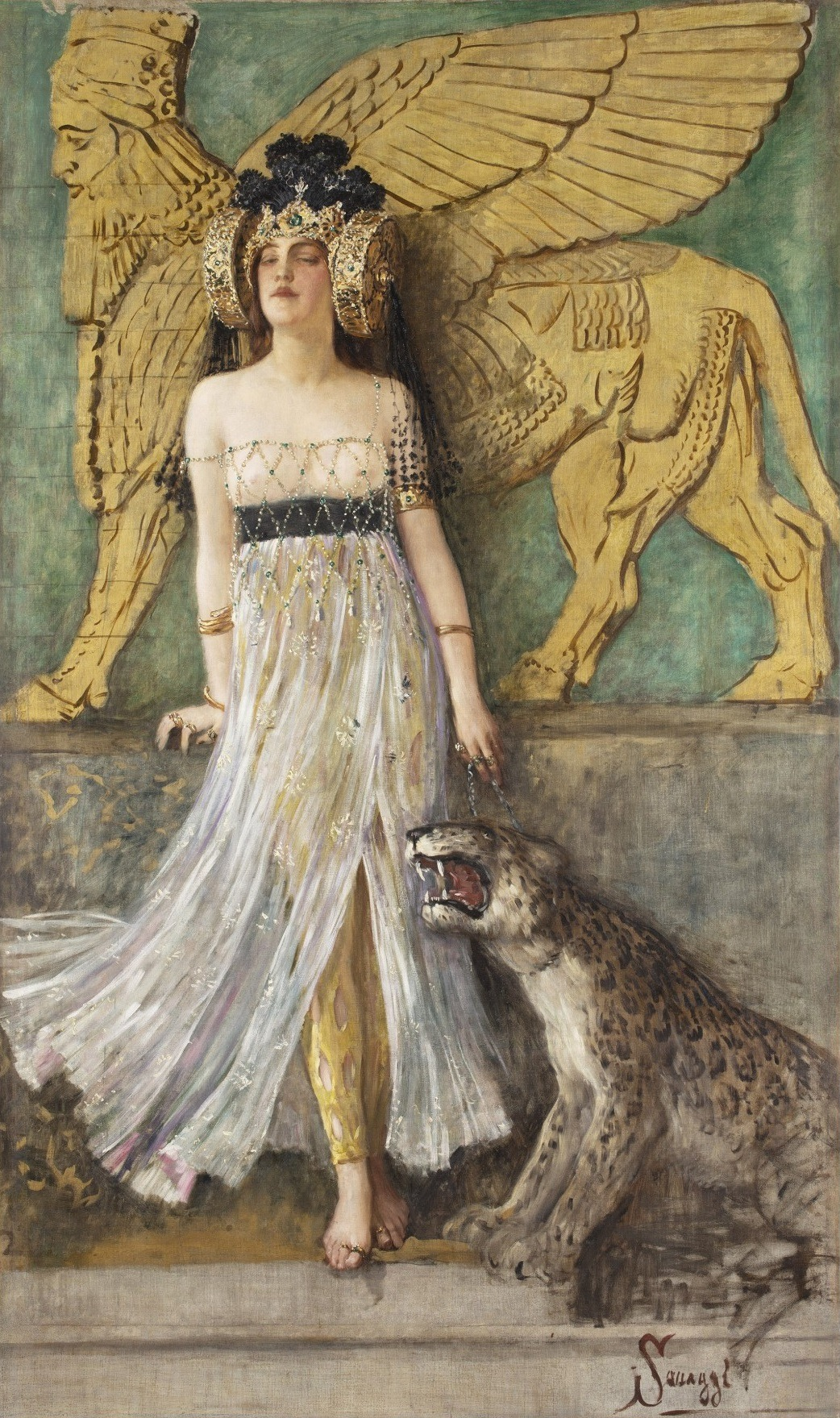
"Semiramide, Babilon királynője", 1905, a tortonai Cesare Saccaggi szimbolista alkotása

Szemiramisz (görög Σεμίραμις) mitikus asszír–babiloni királynő, akinek a történetét az ókor ismert történetírói, Hérodotosz, Ktésziasz Knidiosz, Diodorosz és Iustinus is ismerték. A görög források Sammuramat asszír királynővel való azonosságát valószínűsítik. Maga a mítosz a babiloni, szíriai és görög mítoszok teljes keveréke.

## A monda

### Születése és ifjúkora
A legenda szerint Aszkalón város főistennője, Atargatisz – akit félig hal alakjában tiszteltek – volt Szemiramisz anyja, apja pedig egy halandó. Az irigy Istár istennő varázslatára Atargatisz vad szerelembe esett egy szép szíriai ifjúval, aki áldozni jött a tóhoz. E mítosz igen ősi, és első ízben szicíliai Diodórosz helyezte a görög regék közé, ahol Atargatiszt Derketóra, Istárt Aphroditéra cserélte. Szintén Diodórosz említi először, hogy a nászból születő leány, aki Szíria királynője lett, Szemiramisz volt.
Szemiramisz megszületése után Derketó mély depresszióba esett, megölte gyermeke apját, a kisleányt pedig egy köves, sivatagos helyre tette ki. Ő maga a tóba vetette magát, ahol sellővé változott. A félig isten gyermeket Aphrodité szent állatai, a galambok takarták be szárnyukkal, hogy megmelegítsék és csőrükben tejet, majd sajtot hoztak neki táplálékul. A pásztorok elcsodálkoztak, hogy a galambok lopják a sajtjukat, követték a madarakat és így találták meg a szép gyermeket. A király gyermektelen főpásztorához, Szimmaszhoz vitték, aki a galambok miatt a Szemiramisz nevet adta neki és felnevelte. A szírek emiatt a galambokat istenként tisztelik – mondja Diodórosz –, valójában Atargatisz szent állatai a galambok.

### Ifjúkor
Mikor Szemiramisz felnőtt, Ninosz király szíriai helytartója, Óannész beleszeretett és feleségül vette. Ktésziosz szerint Menon volt Ninosz szíriai helytartója, és ő figyelt fel az eladósorban lévő Szemiramiszra, amikor a királyi nyájakat ellenőrizte. Feleségül vette és magával vitte a fővárosba, ahol Szemiramisz két gyermeket, Hüapatészt és Hüdaspészt szülte neki.
Szemiramisz nemcsak rendkívüli szép volt, hanem okos is, akinek a tanácsait a férje mindenben követte. Amikor Óannész (vagy Menon) Baktria városának ostromában vett részt, s a város már hosszú ideje ellenállt, mivel különösen jól megerősítették, erősen vágyódott a felesége után és magához hívta. Szemiramisz engedelmeskedett és egy olyan ruhában utazott Baktriába, ami megvédte a bőrét a napsütéstől is, és nem lehetett felismerni, hogy a ruha férfit vagy nőt rejt, de ugyanakkor lehetővé tette a fiatal vándornak a szabad mozgást. A médek és a perzsák később átvették ezt a viseletet. Szemiramisz még a Baktriába érkezése előtt megtudta, hogy a város csak a könnyen megközelíthető helyeken van megerősítve, ezért ügyes hadicselt javasolt, gyakorlott hegymászókat gyűjtött maga köré, és egy meredek szurdokon keresztül az asszírok benyomultak a városba, s erre a védők feladták a küzdelmet.

### Királyné
Az öregedő király, Ninosz beleszeretett Szemiramiszba és saját lánya kezét kínálta a férjnek, ha elválik a feleségétől. Amikor Óannész ezt visszautasította, a király megfenyegette, hogy megvakíttatja, erre Óannész felakasztotta magát. Ninosz az özvegyet feleségül vette és királynévá tette. A király meghalt röviddel azután, hogy Szemiramisz szült neki egy fiút, Ninüaszt. A királyné a fővárosban egy temetődombba temettette a királyt. Azután Szemiramisz a férje dicsőségére, és hogy férje korábbi ninivei építkezésein túltegyen, felépítette Babilont. Diodórosz részletesen leírja Babilon 66 km hosszú falait, amelynek tetején hat szekér is haladhatott egymás mellett, valamint 250 tornyát, mint a világ hét csodájának egyikét. A Babilonon keresztül folyó Eufrátesz partja 30 km hosszan mindkét oldalon kövezett volt, hidak íveltek át rajta, és gátak szegélyezték. A város közepére tervezték Bél templomát. Ez azonban Ktésziasz saját véleménye, akinek adataira Diodórosz itt támaszkodott.

### Királynő
A város felépítése után Szemiramisz a médek ellen vonult, ahol felkelés tört ki. Seregével, jól felmálházott teherhordó állatokkal átkelt a Bagisztán-hegységen. Médiában megalapította Ekbatanát a mesés kertekkel, valamint Szemiramakertet a Van-tó mellett és Tarszoszt a Földközi-tengernél. Amerre járt, utakat, alagutakat építtetett, hegyeket hordatott el és sziklákat döntött le. Meghódította Egyiptomot és Aethiopiát, végül Indiába indult. Útközben Szküthiában emlékoszlopokat emeltetett, amiket III. Alexandrosz még látott. Elesett vezérei részére mesterséges magaslatokat emeltetett, melyek mint „Szemiramisz építményei” ismertek. A hadjáratok során a meghódított városokat saját elgondolása szerint bővíttette ki (szökőkutakkal, kertekkel). Indiában azonban vereséget szenvedett Sztrobatésztől, ekkor hazatért és soha többet nem mozdult ki Babilonból.
Zeusz jóslatát követve lemondott a trónról, amikor a fia, Ninüasz megkísérelte egy eunuchhal megöletni: a legenda szerint ekkor galambbá változott és az égbe szállt, ahol istennővé vált.

## A valóság
Akárcsak mondabeli férje, Ninosz, úgy Szemiramisz is mondai alak, de valóságos háttérrel.
Történelmi tény, hogy III. Adad-nirári (Ninosz?) néven uralkodott asszír király (i. e. 8. sz.), akinek anyja, Sammuramat több évig (i. e. 811 – i. e. 792) régensként ült trónon akkor még kiskorú fia helyett, és több sikeres hadjárat is fűződött a nevéhez. Többek közt Urartu ellen is hadat viselt, ahol az akkor nemrégiben alapított Tuspa várát később Szemiramakert néven ismerték. A nép istennőként imádta őt (a dicsőség és a szerelmi kéj istennőjeként). Valószínűleg az ő uralkodása alatt alakult ki a mondai anyag alapja, amelyet az ókori görög írók műveiből ismerhettünk meg. Ezek a szerzők azonban fél évezrednél is nagyobb távolságban voltak már írásuk tárgyától, ennyi idő alatt a legendárium nemcsak az asszír történelem legkülönbözőbb eseményei olvadtak össze, de a szíriai, babiloni és asszír istenvilág is összeolvadt a görög panteonnal.

## Érdekesség
Észak Szemiramiszának nevezték II. Katalin orosz cárnőt.